# Ранетки (группа)
«Ране́тки» — российская поп-рок-группа. Лауреаты конкурсов «Пять звёзд» и «Eurosonic 2008», двух премий «Муз-ТВ 2009» в номинациях «Лучший альбом» и «Лучший саундтрек». С 2008 по 2009 год участницы группы были героинями одноимённого сериала на телеканале «СТС». Также группа известна своими саундтреками к сериалу «Кадетство».
1 ноября 2008 и 4 апреля 2009 выступали во дворце спорта «Лужники» (ГЦКЗ «Россия»), 21 июля 2009 выступали на разогреве у Бритни Спирс, 4 октября 2009 выступали в спортивном комплексе «Олимпийский». В 2012 году каждая из «Ранеток» начала сольную карьеру, при этом заявляя, что официально они продолжают числиться участницами группы. 1 июня 2013 года группа дала свой последний концерт в торгово-развлекательном центре «Рио».

## История группы
По результатам кастинга был собран первоначальный состав группы — Алина Петрова, Лена Гальперина, Аня Руднева, Женя Огурцова, Лера Козлова, Наташа Щелкова. В конце 2005 года к ним присоединилась Лена Третьякова, вместо покинувшей группу Алины Петровой. Лена Гальперина также покинула группу. С 10 августа 2005 года группа «Ранетки» официально существовала под лейблом «Мегалайнер». И тогда же случилось первое телевизионное выступление группы (программа "Открытый проект" канала "ТВЦ", где все пять девушек [Аня/Женя/Лена/Лера/Нюта] ответили на вопросы ведущего, предварительно представившись и рассказав о своих увлечениях. 1 ноября 2008 года группу покинула Лера Козлова. Её заменила новая участница — Анна (Нюта) Байдавлетова, участница конкурса «СТС зажигает суперзвезду — 2» в составе группы Nine Lives. 21 ноября 2011 года Анна Руднева дала последний концерт в составе группы. Девушка решила покинуть группу, в которой проработала больше шести лет. В 2017 году Анна Руднева и Наташа Мильниченко выпустили песню под названием «Мы потеряли время».19 апреля 2018 года состоялся концерт в Самаре с участием Ани Рудневой и Наташи Мильниченко.

## Состав группы

### Последний состав
- Нюта Ранетка (Анна Дмитриевна Байдавлетова, родилась 26 ноября 1992 года в Ставрополе) — ударные, перкуссия, вокал. Была вокалисткой группы «Nine Lives» (2008 год).
- Женя Ранетка (Евгения Александровна Огурцова, родилась 29 марта 1990 года в Москве) — клавишные, вокал.
- Наташа Ранетка (Наталья Николаевна Мильниченко (до замужества Щелкова), родилась 6 апреля 1990 года в Москве) — соло-гитара, бэк-вокал. В детстве несколько лет серьёзно занималась фигурным катанием под руководством Ильи Авербуха, но ушла из спорта, подавшись в музыку. В 2009 году вышла замуж за продюсера Сергея Мильниченко.
- Лена Ранетка (Елена Николаевна Третьякова, родилась 23 декабря 1988 года в Легнице, Польша) — бас-гитара, вокал. В прошлом серьёзно увлекалась футболом, играла за женскую команду «Чертаново», в составе которой стала чемпионкой России.

### Бывшие участники
- Лера Козлова — ударные, вокал
- Аня Руднева — ритм-гитара, вокал
- Алина Петрова — бас-гитара
- Лена Гальперина — вокал[1]

### Состав группы, начиная с 2004 года
| Период                          | Состав            | Состав        | Состав      | Состав         | Состав          | Состав          |
| Период                          | Ударные           | Клавишные     | Ритм-гитара | Соло-гитара    | Бас-гитара      | Вокал           |
| ------------------------------- | ----------------- | ------------- | ----------- | -------------- | --------------- | --------------- |
| 30 ноября 2004 — 9 августа 2005 | Лера Козлова      | Женя Огурцова | Аня Руднева | Наташа Щелкова | Алина Петрова   | Лена Гальперина |
| 10 августа 2005 — 1 ноября 2008 | Лера Козлова      | Женя Огурцова | Аня Руднева | Наташа Щелкова | Лена Третьякова |                 |
| 2 ноября 2008 — 21 ноября 2011  | Анна Байдавлетова | Женя Огурцова | Аня Руднева | Наташа Щелкова | Лена Третьякова |                 |
| 22 ноября 2011 — 1 июня 2013    | Анна Байдавлетова | Женя Огурцова |             | Наташа Щелкова | Лена Третьякова |                 |

## Дискография

### Студийные альбомы
- «Ранетки» (2006)
- «Пришло наше время» (2009)
- «Не забуду никогда» (2010)
- «Верните рок-н-ролл !!!» (2011)
- «Верните Ранеток!!!» (переиздание «Верните Рок-н-Ролл!!!») (2012)

### Саундтреки
- «Оригинальный саундтрек» (к сериалу «Ранетки») (2008)

### Синглы
| Название сингла | Дата выпуска |
| --------------- | ------------ |
| «Слёзы — Лёд»   | 2010         |

## Видеоклипы
В видеографии группы девять клипов — на песни:
1. «Она одна» (2006)
2. «О тебе» (2007)
3. «Ангелы» (2007)
4. «Нас не изменят» (2008)
5. «Налоги на любовь» (2010)
6. «Ты не понял, кто я». (2010)
7. «Без тебя». (2011)
8. «Ты не одна». (2011)
9. «Я не забуду тебя». (2013)

## Фильмография

### Сериал «Ранетки»
17 марта 2008 года на телеканале СТС стартовал новый проект создателей «Кадетства» — телесериал «Ранетки». Сюжет построен на истории пяти разных девушек из одной школы, которых объединяет одно — музыка. Сюжет сериала знакомит зрителей с творчеством группы. Имена главных героев остались без изменения — Аня, Женя, Наташа, Лера и Лена, а вот фамилии «Ранеток» были изменены.

### Реалити-шоу «Ранетки live»
31 августа 2009 года на канале «Муз-ТВ» стартовал 1 сезон документального реалити-шоу о группе «Ранетки» — «Ранетки live. Откровения подростков», в который вошли 28 выпусков. 11 мая 2010 года был показан 2 сезон, в который вошли 19 выпусков. Также был отснят 3 сезон, но он так и не был показан.

### Эпизодические роли
Лера, Аня и Наташа снимались в одном из эпизодов ситкома «Счастливы вместе». Там они сыграли группу «Пипетки» в ток-шоу Светы Букиной.
Все участницы группы снялись в эпизоде фильма «Однажды в Бабен-Бабене» (2010).

## «Ранетки Mania»
«Ранетки Mania» — проект телеканала СТС, связанный с музыкальной стороной творчества группы. Первый выпуск, посвященный выходу нового сезона телесериала «Ранетки», был показан 31 августа 2008 года. В дальнейшем проект «Ранетки Mania» стал частью шоу «СТС зажигает суперзвезду-2». Суть шоу заключается в том, чтобы найти группу, которая поедет в гастрольный тур с «Ранетками».
Кастинги на новый проект «СТС зажигает суперзвезду-2» прошли летом 2008 года. В результате, к августу, было отобрано 17 музыкальных групп. Причём именно 17, а не 16, как заявлялось ранее. Дело в том, что профессиональное жюри и девчонки из группы «Ранетки» никак не смогли договориться, кто лишний. Изначальный список участников появился на сайте СТС:
1. Loomy Nareez (Орёл)
2. Bracing Wave (Москва)
3. Nine lives (Ставрополь)
4. Выход там (Видное, Московская обл.)
5. Jet Kids (Москва)
6. Anabaena (Волгоград)
7. Energy (Нижний Новгород)
8. Лунный Парк (Артем, Приморский край)
9. Вадим Пыхов и СопRотивление (Екатеринбург)
10. Я люблю (Томск)
11. Студия Родники (Москва)
12. Туки-Туки (Новомосковск, Тульская обл.)
13. The Sun (Нижний Новгород)
14. Гвозди (Москва)
15. Ворчание ягнят (Санкт-Петербург)
16. Ирокезные отбросы общества (Ижевск)
17. The middle (Челябинск)
Однако, последние две группы позже были исключены из списка и не попали в телеэфир. Шестнадцатой участницей проекта стала финалистка национального российского отбора на песенном конкурсе «Евровидение 2008» Тамила Грищенко из Одинцово (Тамила Bloggy).
Первый эфир проекта состоялся 7 сентября 2008 года. Ведущими телешоу являются актеры сериала «Кадетство» — Аристарх Венес и Кирилл Емельянов. Участниками музыкального проекта являются музыкальные группы, играющие на музыкальных инструментах живьём. Возраст участников-конкурсантов от 14 до 19 лет. Еженедельно проходят концерты, в которых группы исполняют песни на заданные темы. После выступления каждого участника жюри дает небольшой комментарий об увиденном.
После просмотра всех конкурсантов жюри выбирает 3 аутсайдеров, номинированных на выбывание. Одну группу спасают «Ранетки» прямо в студии, одну зрители в течение недели с помощью голосования, а третья выбывает из проекта.
Существует 2 коллегии жюри: жюри критики (Юлий Гусман, Дуня Смирнова, Сергей Галанин, Виктор Ерофеев) и жюри защиты (группа «Ранетки» и Сергей Мильниченко).
| Выпуск | Дата эфира | Тема шоу                                | Номинанты                                                | Спасли «Ранетки» | Спасли зрители                     | Покинули проект |
| ------ | ---------- | --------------------------------------- | -------------------------------------------------------- | ---------------- | ---------------------------------- | --------------- |
| 1      | 7.09.2008  | Визитка                                 | нет номинантов                                           | -                | -                                  | -               |
| 2      | 14.09.2008 | Рок’н’Ролл                              | Я люблю Туки-Туки Гвозди                                 | Я люблю          | Гвозди                             | Туки-Туки       |
| 3      | 21.09.2008 | По заявкам родителей                    | Nine Lives Я люблю Energy                                | Nine Lives       | Я люблю                            | Energy          |
| 4      | 28.09.2008 | Подстава (По заявкам других участников) | Nine Lives Я люблю Вадим Пыхов и группа СопRотивление    | Nine Lives       | Вадим Пыхов и группа СопRотивление | Я люблю         |
| 5      | 5.10.2008  | О любви (Дуэтный номер)                 | Bracing Wave Loomy Nareez The Sun                        | The Sun          | Loomy Nareez                       | Bracing Wave    |
| 6      | 12.10.2008 | Ретро                                   | Loomy Nareez Jet Kids Вадим Пыхов и группа СопRотивление | Loomy Nareez     | Вадим Пыхов и группа СопRотивление | Jet Kids        |
| 7      | 19.10.2008 | Классика                                | Ворчание Ягнят Nine Lives Студия Родники                 | Ворчание Ягнят   | Nine Lives                         | Студия Родники  |
| 8      | 26.10.2008 | Песни из кинофильмов                    | Nine Lives Гвозди Loomy Nareez                           | Nine Lives       | Loomy Nareez                       | Гвозди          |

Победителем стала группа Anabaena.

## Награды
В 2009 году «Ранетки» завоевали две награды на Премии «Муз-ТВ» в номинациях «Лучший альбом» и «Лучший саундтрек».

## Факты
- Женя Огурцова и Лера Козлова приняли участие в записи альбома «Властелины вселенной» панк-группы «Тараканы!».
- 28 июня 2012 года был переиздан альбом «Верните Рок-н-Ролл!!!» под названием «Верните Ранеток!!!», на корешке которого было написано: «Релиз следующего альбома 1 марта 2013г». По словам самих участниц, группа собиралась записывать его, но альбом так и не был выпущен. В ответе на вопрос поклонника было сообщено, что к его записи даже не приступали. Однако 31 июля 2013 года на странице директора группы в социальной сети был анонсирован сольный концерт, где и произойдёт презентация пятого альбома.
- Клип на песню «Я не забуду тебя», который был снят и анонсирован в 2011 году, долгое время не выходил в свет. Однако 1 августа 2013 года в рамках сообщества социальной сети, публикующей неизданные материалы, клип всё-таки был представлен публике.
- Клип группы на песню «Ты не одна» из 4 студийного альбома «Верните Рок-н-Ролл!!!», съёмки которого проходили в концертном зале «Космос» города Москва в 2011 году, не был смонтирован из-за того, что съёмка прошла не так, как была запланирована, вследствие чего клип так и не был выпущен.
- Участницы группы «Ранетки» (Аня и Женя) снимались в двух роликах рекламы тампонов «o.b.»[3][4].